# 韦博成
韦博成（1937年—），男，江苏镇江人，中国概率统计学家，曾任东南大学教授、博士生导师，中国数学会理事。